# Billia rosea
Billia rosea är en kinesträdsväxtart som först beskrevs av Jules Émile Planchon och Jean Jules Linden, och fick sitt nu gällande namn av C.Ulloa & P.Jørg.. Billia rosea ingår i släktet Billia och familjen kinesträdsväxter. Inga underarter finns listade i Catalogue of Life.